# غرفه بوسه ۳
غرفه بوسه ۳ (به انگلیسی: The Kissing Booth 3) یک فیلم کمدی عاشقانه در ژانر نوجوانان به کارگردانی وینس مارچلو، از فیلمنامه مارچلو و جی آرنولد محصول آمریکا است که توسط نتفلیکس منتشر شد. این فیلم دنباله فیلم غرفه بوسه ۲ و قسمت پایانی سه‌گانه‌ای است که از کتابی با همین عنوان نوشته بت ریکلز ساخته شدند. از بازیگران این فیلم می‌توان به جوئی کینگ، جیکوب الوردی، جوئل کورتنی اشاره کرد.

## خلاصه داستان
ال پس از فارغ‌التحصیلی، هنوز بین رفتن به دانشگاه برکلی یا هاروارد با توجه به دلایل خود تصمیم نگرفته‌است. پدر و مادر نوآ و لی اعلام می‌کنند که قصد دارند خانه ساحلی را بفروشند، جایی که ال، لی و نوآ خاطرات زیادی از زمان کودکی در آنجا دارند. آنها خانواده را راضی می‌کنند که آخرین تابستانشان را در آنجا بگذرانند و خودشان مقدمات فروش خانه را همزمان فراهم کنند.